# TS Liskowiak Lisków
TS „Liskowiak” Lisków – wielosekcyjny klub sportowy z siedzibą w Liskowie. Członek Polskiej Federacji Pétanque. Zdobywca tytułu mistrza Polski w petanque w roku 2011, 2013,  
W klubie działają sekcje sportowe: 
- piłki nożnej (Liga Regionalna Wielkopolskiego Związku Piłki Nożnej w klasie B II grupy kaliskiej).
- siatkówki (Kaliska Amatorska Liga Siatkówki, zespół pod nazwą Zameczek Emilianów Lisków)
- petanki (Pierwsza liga Polskiej Federacji Pétanque)
- tenisa stołowego (zajęcia rekreacyjne).

## Sukcesy
- 2016- Pierwsze miejsce w rankingu Rzeczypospolitej Polskiej (Rafał Kaczmarek)
- 2016- Indywidualne Mistrzostwo Polski (Rafał Kaczmarek)
- 2016- Mistrzostwo Polki Mężczyzn (Rafał Kaczmarek, Tomasz Lipczyński, Marcin Chmiel)
- 2016- Klubowy Wicemistrz Polski
- 2016- (Mistrzostwo Polski Dubletów (Rafał Kaczmarek, Tomasz Lipczyński)
- 2016- Brązowy medal Puchar Polski Dubletów (Rafał Kaczmarek, Tomasz Lipczyński)
- 2016- Brązowy medal Mistrzostw Polski w Strzale Precyzyjnym (Konrad Broniecki)
- 2015- Pierwsze miejsce w rankingu Rzeczypospolitej Polskiej (Rafał Kaczmarek)
- 2015- Mistrzostwo Polski Dubletów (Marek Broniecki, Konrad Broniecki)
- 2015- Brązowy medal Mistrzostw Polski Dubletów (Rafał Kaczmarek, Tomasz Lipczyński)
- 2015- Puchar Polski Dubletów( Rafał Kaczmarek, Tomasz Lipczyński)
- 2015- Brązowy medal Klubowych Mistrzostw Polski.
- 2014- Brązowy medal Mistrzostw Polski Mężczyzn (Rafał Kaczmarek, Paweł Gierosz, Konrad Broniecki, Sergiusz Gądek)
- 2013 – Srebrny  medal Puchar Polski Dubletów. (Rafał Kaczmarek, Tomasz Lipczyński)
- 2013 – Puchar Polski Singlistów (Tête-à-tête) w pétanque (Rafał Kaczmarek)
- 2013 – Klubowy Mistrz Polski.
- 2012 – Puchar Polski Singlistów (Tête-à-tête) w pétanque (Rafał Kaczmarek)
- 2012 – Brązowy medal Klubowych Mistrzostw Polski
- 2011 – Brązowy medal Puchar Polski Tripletów. (Rafał Kaczmarek, Robert Hojnacki, Konrad Broniecki)
- 2011 – Klubowy Mistrz Polski[1];
- 2011- Mistrzostwo Polski w strzale precyzyjnym (Robert Hojnacki)
- 2011-Pucharu Polski dubletów (Rafał Kaczmarek i Robert Hojnacki)

- 2010 – Srebrny  medal Puchar Polski Singlistów (Tête-à-tête) w pétanque (Rafał Kaczmarek)
- 2010 – pierwsze miejsce w II lidze PFP i awans do I ligi;
- 2008 – drugie miejsce w II lidze PFP i awans do I ligi
- 2006 – srebrny medal w Mistrzostwach Polski juniorów